# Agatone di Sutri
Agatone (fl. VIII secolo) è stato vescovo di Sutri, storicamente documentato nel 769.

## Biografia
Non si hanno notizie sulla vita e l'operato del vescovo Agatone. È noto solo per la sua partecipazione al concilio lateranense celebrato nel mese di aprile 769 nella basilica di San Giovanni.
Il concilio fu indetto da papa Stefano III, che era stato eletto il 6 agosto 768. Questa elezione aveva messo fine ad un periodo turbolento per la città e la Chiesa romana. Infatti alla morte di papa Paolo I (giugno 767), il duca Totone di Nepi era riuscito ad imporre con la forza sulla cattedra romana il fratello Costantino, eletto per acclamazione dai suoi sostenitori, ma contro ogni regola canonica allora vigente. La mattina del 29 luglio 768, truppe longobarde riuscirono ad entrare in città, uccisero Totone ed arrestarono, accecarono e rinchiusero in monastero l'antipapa Costantino.
Una delle prime preoccupazioni del nuovo pontefice Stefano III fu quella di convocare un'assemblea conciliare, per affrontare tre questioni. Innanzitutto il concilio condannò in modo formale e definitivo Costantino, furono annullate le sue decisioni ed invalidati i sacramenti che aveva impartito, con la possibilità tuttavia per i vescovi di essere eletti e consacrati una seconda volta, misura questa che non aveva precedenti. In secondo luogo furono emanate nuove regole per l'elezione del vescovo di Roma: potevano essere eletti solo i cardinali; unici elettori erano i chierici della Chiesa romana; ai laici era fatto divieto sia di partecipare all'elezione sia di essere eletti. Infine l'assemblea ribadì la condanna dell'eresia iconoclasta e delle tesi formulate durante il sinodo di Hieria nel 754.
Di questo concilio non esistono gli atti completi, ma diversi frammenti, riportati dalle collezioni canonistiche medievali. In particolare: la storia del concilio, riferita dal Liber Pontificalis nella vita di papa Stefano III; e parte dei verbali della prima sessione (actio prima), scoperti nel Settecento in un codice del capitolo della cattedrale di Verona. In entrambi viene riportata la lista delle presenze conciliari dove Agatho episcopus civitate Sutrio appare in 30ª posizione, su 52 vescovi, tra Nirgozio di Anagni e Stefano di Centocelle.